# Quartino
Quartino (em latim: Quartinus) foi um usurpador romano. Depois da morte de Alexandre Severo e do golpe de Maximino Trácio, uma companhia de arqueiros de Osroena, na Mesopotâmia, proclamou Quartino, um antigo governador provincial e amigo do falecido Alexandre Severo, supostamente contra sua vontade. Eles eram liderados por Macedo e queriam vingança pela morte de Alexandre. 
Numa pena leve, Quartino foi apenas dispensado do exército romano por Maximino depois da revolta. Porém, depois, Macedo traiu Quartino, matou-o e presenteou sua cabeça a Maximino, que mandou executá-lo também.
A história de Quartino consta na obra do historiador Herodiano. Nenhuma outra fonte independente faz menção a ele e, por conta disso, alguns acadêmicos acreditam que ela seja uma invenção.